# Aridella
Aridella is een monotypisch geslacht van spinnen uit de  familie van de Oonopidae (dwergcelspinnen).

## Soort
- Aridella bowleri Saaristo, 2002